# Haunted Gold
Haunted Gold (no Brasil e em Portugal, Ouro Mal Assombrado) é um filme norte-americano de 1932, do gênero faroeste, dirigido por Mack V. Wright e estrelado por John Wayne e Sheila Terry.

## A produção
Este é o primeiro faroeste de Wayne para a Warner Bros. e o melhor que ele fez para o estúdio no início de sua carreira. Trata-se do remake de The Phantom City, estrelado por Ken Maynard em 1928. Muitas cenas de ação foram gravadas em uma miríade de trilhas subterrâneas.
A estátua usada na primeira versão de The Maltese Falcon (1931) pode ser vista sobre o piano da heroína.

## Sinopse
John Mason e Janet Carter lutam contra Joe Ryan e seu bando pela posse de uma mina de ouro abandonada. Por outro lado, a região é assombrada por uma figura misteriosa que se autointitula O Fantasma.

## Elenco
| Ator/Atriz       | Personagem     |
| ---------------- | -------------- |
| John Wayne       | John Mason     |
| Sheila Terry     | Janet Carter   |
| Harry Woods      | Joe Ryan       |
| Erville Alderson | Tom Benedict   |
| Otto Hoffman     | Simon          |
| Martha Mattox    | Senhora Herman |